# Podagritus carbonicolor
Podagritus carbonicolor är en biart som först beskrevs av Dalla Torre 1897.  Podagritus carbonicolor ingår i släktet Podagritus och familjen grävsteklar. Inga underarter finns listade i Catalogue of Life.